# Lista comunelor din Alger

Harta Algeriei cu provincia Alger evidențiată

Din provincia Alger fac parte următoarele comune:
- Bordj El Bahri
- Ain-Taya
- Kouba
- Hussein-Dey
- Bir Khadem
- Bir-Mourad-Raïs
- El Madania
- El Mouradia
- El Biar
- Sidi Mhamed
- Casbah
- Bab-El-Oued
- Bouloghine
- Bouzareah
- Chéraga
- Ouled Fayet
- Oued Koriche
- Belouizdad
- Alger centre
- Hydra
- El Magharia
- Mohamadia
- El Harrach
- Baraki
- Oued Smar
- Bab Ezzouar
- Dar El Beïda
- Rouiba
- Reghaïa
- Bordj El Kifan
- Ben Aknoun
- Draria
- El Achour
- Dely Brahim
- Beni Messous
- Shaoula
- Aïn Benian
- Staoueli
- Zeralda
- Mahelma
- Gué de Constantine
- Les Eucalyptus
- Bourouba
- Bach Djerrah
- Ain-bessem
- Baba Hassen
- Khraicia
- Souidania
- Douera